# Maison de Dobrosav Petrović à Boljevac
La maison de Dobrosav Petrović à Boljevac (en serbe cyrillique : Кућа Добросава Петровића у Бољевцу ; en serbe latin : Kuća Dobrosava Petrovića u Boljevcu) se trouve à Boljevac, dans le district de Zaječar, en Serbie. Elle est inscrite sur la liste des monuments culturels protégés de la république de Serbie (identifiant no SK 462).

## Présentation
La maison a été construite pour le marchand Dobrosav Petrović, qui a participé à la révolte du Timok (1883) et qui a été sénateur dans l'entre-deux-guerres ; elle est une des plus anciennes maisons subsistant dans la ville.
De plan presque carré, l'édifice est constitué d'un sous-sol enterré, d'un rez-de-chaussée et d'un toit à quatre pans ; il est construit en briques enduites de plâtre. Horizontalement, les façades sont rythmées par des cordons, dont celui en-dessous du toit est le plus ornemental, et, verticalement, elles sont rythmées par trois pilastres peu profonds ; les fenêtres sont de forme rectangulaire et sont surmontées de frontons triangulaires.
L'intérieur est composé de six pièces, trois grandes et trois plus petites.
La maison, endommagée par la pluie, est aujourd'hui en mauvais état.